# Alfons Rebane
Alfons Vilhelm Robert Rebane (Valga, 24 de junho de 1908 — Augsburgo, 8 de março de 1976) foi um comandante militar estoniano e o oficial mais condecorado de seu país na Segunda Guerra Mundial.
Rebane serviu o exército estoniano até 1940, época em que seu país foi ocupado por tropas soviéticas. No ano seguinte o exército vermelho é expulso da Estônia pelos alemães e Rebane prontamente ingressa na Wehrmacht nazista, com qual participara de campanhas no noroeste da Rússia.
No pós-guerra ele mudou-se para a Inglaterra, onde trabalhou para o Serviço Secreto de Inteligência (MI6) e auxiliou a resistência armada contra o governo soviético na Estônia e noutros países bálticos.

## Honrarias
- Cruz de Ferro (1939) de 2ª e 1ª classe
- Distintivo da infantaria de assalto
- Cruz de Cavaleiro da Cruz de Ferro com Folha de Carvalho
- Cruz de Cavaleiro (23 de fevereiro de 1944)
- Folha de Carvalho (Maio de 1945)